# Droga wojewódzka nr 709
Droga wojewódzka nr 709 (DW709) – dawna droga wojewódzka o długości ok. 0,8 km łącząca stację kolejową Piaseczno z drogą wojewódzką 722. Trasa ta na całej długości przebiegała przez powiat piaseczyński w woj. mazowieckim. Rejon drogowy: Otwock - Piaseczno. Trasa miała klasę drogi Z według Mazowieckiego Zarządu Dróg Wojewódzkich w Warszawie.
1 stycznia 2013 roku droga przestała być drogą wojewódzką.